# Centro de visitantes de Brú na Bóinne

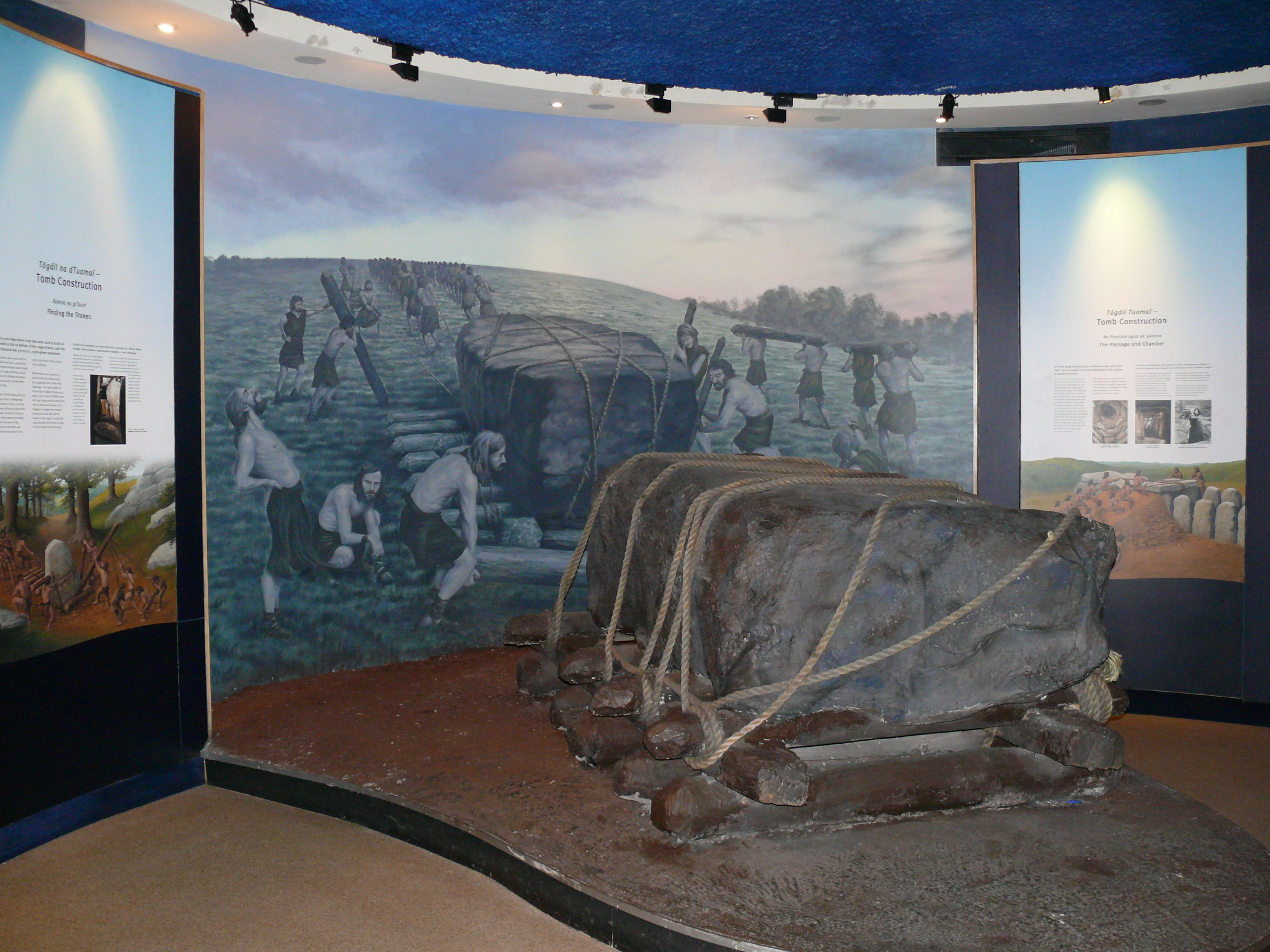

El centro de visitantes de Brú na Bóinne  (en irlandés: Palacio del Boyne) es el punto de partida de las visitas a los monumentos de Newgrange y Knowth del complejo arqueológico Brú na Bóinne en Irlanda.

## Antecedentes
El Centro de Visitante está localizado cerca el pueblo de Donore, condado Meath. Esto tiende a causar alguna confusión entre visitantes, ya que el Centro de visitantes de Brú na Bóinne está localizado en el lado del sur del río Boyne, mientras que los monumentos se encuentran en el lado del norte del río. 
El centro de visitantes fue construido a fines de los años '90 cerca del poblado de Slane y genera actualmente más de 40 empleos locales gracias a la llegada de más de 230.000 visitantes al año.
Todo acceso es solo a través de visitas guiadas y todas las visitas se inician en el centro de visitantes. Los visitantes cruzan el río a través de un puente peatonal y son llevados por medio de autobuses a los monumentos. Visitantes que llegan directamente a los monumentos son redirigidos al centro de visitantes de Brú na Bóinne. Allí, los visitantes son distribuidos en el tour guiado más próximo. Debido al pequeño espacio al interior de los monumentos, los sitios están limitados a alrededor 700 visitantes por día durante la estación alta, los cuales se pueden rellenar rápido, especialmente durante meses de verano.
El Centro de visitantes esta abierto todo de año, con horas de apertura más largas durante el verano. El Centro de visitantes alberga una gran exposición interactiva del área de Brú na Bóinne, cuenta con una presentación audiovisual, una réplica del interior de un corredor y cuarto de Newgrange accesible para silla de ruedas. También cuenta con una oficina de informaciones turísticas, tienda de regalo y salón de té.  Hay además un área grande para aparcar vehículos y un área de pícnic en el centro de visitantes. No cuenta con facilidades de para guardar equipaje.
Hay servicio de transporte regular del autobús desde Drogheda al centro de visitantes vía poblado de Donore.  El servicio de autobús varía y depende de estación.  Para más información, debe buscar en la red nacional de autobús irlandesa Bús Éireann.
El acceso a los otros monumentos en el complejo Brú na Bóinne está también limitado. Muchos de las tumbas satélite se encuentran en tierra privada, y por lo tanto el acceso es extremadamente restringido y requiere permiso de los propietarios. Los monumentos se encuentran protegidos por la Oficina de Trabajos Públicos de Irlanda.

## Eventos
El centro de visitantes organiza cada año un concurso para observar el solsticio de invierno en el mes de diciembre. El cual se encontraba principalmente dirigido a la población escolar. Este evento que se inició el año 2000, ya es conocido popularmente como la Lotería de Newgrange, solo el año 2012 más de 30 mil personas postularon para ser elegidos y tener el privilegio de pasar la noche y esperar el amanecer del solsticio, sin embargo solo son 50 las personas afortunadas, éstas son elegidas por los niños de las tres escuelas locales.
El sitio atrae también visitantes durante los períodos de equinoccios, tanto el de otoño (en septiembre) como el de primavera (en marzo), quienes llegan para sacar fotografía so solo por razones místicas.